# アトラジン
アトラジン（Atrazine, 2-chloro-4-(ethylamine)-6-(isopropylamine)-s-triazine）はs-トリアジン環を持つ有機化合物。欧州連合では使用が禁じられているが、世界で最も多く使われる除草剤の一つ。「アトラジン」の名称以外にも商品名で呼ばれることも多い（日本ではシンジェンタから商品名「ゲザプリム」として販売されている）。

## 利用
アトラジンは発芽直後の植物を枯らすのに有効なので、農作物生産時の除草剤としてよく使われる。アトラジンは幅広い農作物に使用可能であり、残留性も低いとされている。アメリカ合衆国では2003年に3万4千トンが使用された。イネ科の植物はアトラジンに耐性を持つため、主にトウモロコシ、小麦などの畑に用いられる。
アトラジンの使用による収穫増が3～4%とする報告がある。別の研究によると、1986年～2005年の間に236の農業試験場で試験が行われ、その平均効果は5.7ブッシェル/エーカー（50立方メートル/平方キロメートル）であった。
アメリカ合衆国環境保護庁の仮登録許可決定局は2003年に「もしアトラジンの使用を禁止したら、雑草などによりコーン、小麦、サトウキビの損害は、年に20億ドルを超えるだろう」と発表している。同じ報告書には「禁止をしたら別の除草剤を使うだろうから、1エーカー当たり28ドルのコスト増になるだろう」とも書かれている。

## 化学的、生化学的機構
アトラジンはシアヌル酸クロリドを原料とし、さらにエチルアミンとイソプロピルアミンも使用する。他のトリアジン系除草剤と同様に、アトラジンはプラストキノンと結合して明反応2を阻害するという、いわゆる光合成電子伝達阻害剤である。この機構は動物には無いものなので、その意味では無害である。電子伝達系が破壊されることにより、植物はいわば餓死する。また、酸化的ダメージも受け、それは光が強いほど大きくなる。

### 生分解性
アトラジンは土壌中の微生物により分解される。土中のアトラジンの半減期は、13～261日である。アトラジンの生分解機構は次の2つが知られている:
1. エチル基とイソプロピル基を支えるC-Cl結合が、AtzA, AtzB, AtzCといった酵素で加水分解する。この機構で分解すると、シアヌル酸に代わり、さらにすぐにアンモニアと二酸化炭素に分解する。これを行うのはシュードモナス属などの生物である。
2. アミンの脱アルキル反応で、2-chloro-4-hydroxy-6-amino-1,3,5-triazineに分解する。この後の分解機構は不明である。これもシュードモナス属に属する多くのバクテリアが行う[7][8]。

アトラジンは水に溶けにくく、微生物で分解されにくいので、界面活性剤の添加が分解促進に有効である。また、炭素の酸化度合いが高いため、分解エネルギーも低く、微生物にとっては魅力に欠けるエサである。アトラジンは分解して、炭素源や窒素源となる。有機窒素はアトラジンの分解を遅くするが、無機窒素は早める。グルコースが少量存在するとアトラジンの分解は抑えられるが、大量にあると促進される 。

## 毒性と使用規制
アメリカのカリフォルニア大学デービス校の教員などが作る「公開毒物学ネットワーク」（Extension Toxicology Network）によると、アトラジンの経口毒性（LD50）は、ラットで3090 mg/kg、マウスで1750 mg/kg、ウサギで750 mg/kg、ハムスターで1000 mg/kgである。

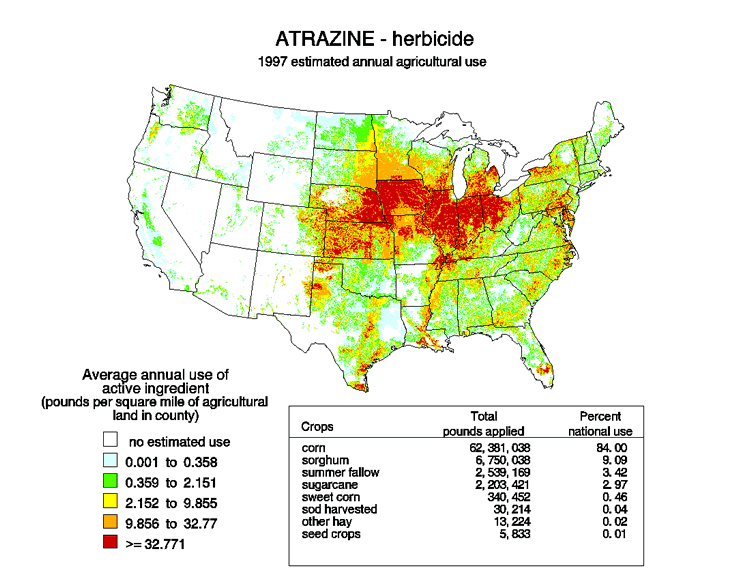
1997年のアメリカ合衆国のアトラジン使用量。濃いところほど、面積あたりの使用量が多い。

アトラジンは地下水を汚染するとして、欧州連合では2004年に禁止された。アメリカ合衆国ではアトラジンは使用規制はあるが禁止はされておらず、広範囲に使われる除草剤の一つで、2003年の年間使用量は3万4千トンである, 。世界でも多く利用されている除草剤であり、世界80ヶ国で使用されている。

### 両生類への影響
アトラジンは両生類に対し、アロマターゼを誘導することで性成熟をかく乱する、いわゆる内分泌攪乱物質であることが疑われている。
主に研究に取り組んでいるのはカリフォルニア大学のタイロン・ヘイズである。一方、アトラジンの主要メーカーの一つである農業会社シンジェンタは、これを否定する見解を発表している。
カリフォルニア大学のヘイズは2000年、アトラジンがアフリカツメガエルのオスを雌雄同体にする作用があると述べている。さらに2002年10月、科学雑誌ネイチャーに、アトラジンがヒョウガエルのオスに対して低濃度でも脱オス化を起こさせたとする発表を行った。
一方、スイスの農業会社シンジェンタは、いくつかの研究結果をまとめ、ヘイズらの実験結果を再現することはできていないと発表している。ヘイズはこれに対し、アトラジンが雌雄同体現象を引き起こしたとは言えない、とする論文のほとんどにシンジェンタが援助を行っているとの発表を行っている。
アメリカ合衆国環境保護庁（EPA）とその諮問機関である科学諮問委員会（Scientific Advisory Panel, SAP）は、ヘイズの論文も参照した上で、2000年以前に出されたデータからアトラジンの環境に対する影響を評価するのは不可能であり、この問題についてさらなる研究が必要であると述べた。EPAからの要望に応じて、シンジェンタは優良試験所規範に基づいた方法で、EPAやドイツの監督当局の監修を受けた上での2つの調査を行っている。EPAは2006年、トリアジンが合衆国民の幼児や子供に危害を与えることは無いだろう、と結論した。EPAは2007年にも、アトラジンが両生類の生殖腺発育に悪い影響を与えることは無いことが研究機関の調査により判明した、との報告を行っている。
一方2008年、タフツ大学の准教授ケリー・マクローリンは、生命の初期段階においてアトラジンに晒されたカエルが、オタマジャクシとなってから心臓に奇形を生じ、腎臓と消化器系を損なったとする報告を行っている。これは異所性のプログラム細胞死によるものと推定されたが、メカニズムを特定するには至らなかった。また、たとえ合衆国基準を満たす使い方であっても、人に先天的欠損症や低出生体重児、月経不順などの原因となるとする研究もある。2009年10月、EPAはこの研究結果を受け、アトラジンの安全性を再評価することを決めている。
2010年3月、ヘイズはアトラジンがカエルを激減させているとの論文を発表している。